# Miguel Ipus
Miguel Ipus – kolumbijski zapaśnik walczący w obu stylach. Brązowy medalista igrzysk boliwaryjskich w 1981 roku.